# Ханьшань (Ханьдань)
Ханьша́нь (кит. упр. 邯山, пиньинь Hánshān) — район городского подчинения городского округа Ханьдань провинции Хэбэй (КНР). Район назван в честь горы Ханьшань. В этом районе расположены Ханьданьский аэропорт, Ханьданьский вокзал и Ханьданьский автовокзал.

## История
Эта территория имеет очень древнюю историю: здесь находится та самая гора Ханьшань, от которой произошло само название «Ханьдань». Во времена Воюющих царств это был очень важный район царства Чжао.
Район Ханьшань был образован в 1980 году. В 1986 году был расформирован Пригородный район Ханьданя, и из-под его юрисдикции в состав района Ханьшань перешли посёлок Матоу и волость Мачжан.
30 сентября 2016 года был расформирован уезд Ханьдань, и к району была присоединена значительная часть территории расформированного уезда, а также 2 посёлка и 3 волости из состава уезда Цысянь.

## Административное деление
Район Ханьшань делится на 11 уличных комитетов, 5 посёлков и 6 волостей.